# Casa a la plaça Catalunya, 9 (Vilabertran)
La casa a la plaça Catalunya, 9 és un habitatge del municipi de Vilabertran (Alt Empordà) inclòs en l'Inventari del Patrimoni Arquitectònic de Catalunya.

## Descripció
És situada dins del nucli urbà de la població de Vilabertran, al bell mig del terme, a la cantonada entre la plaça de Catalunya (o plaça Major) i el carrer d'en Cristòfol Colom.
Edifici de planta en forma de L amb jardí interior, format per tres cossos adossats, distribuïts en planta baixa i pis. El volum principal presenta la coberta de teula de dues vessants i la façana principal orientada a la plaça. Les obertures de la planta baixa han estat força transformades i actualment en destaca un portal i al seu costat una finestra, ambdues rectangulars. Presenten decoració motllurada a la part superior. Al pis hi ha tres balcons exempts, amb els finestrals de sortida rectangulars. Destaquen els dos de la banda de tramuntana del parament, ubicats damunt les anteriors obertures, pel fet que presenten decoració motllurada a la part superior. La façana està rematada per una cornisa decorada sostinguda per petites mènsules a manera de dentat. Damunt la cornisa hi ha una barana d'obra amb un plafó central de perfil ondulat decorat. Cal destacar que sobre la porta d'accés principal hi ha un cartell pintat damunt del revestiment de la façana, que evoca l'antic ús de l'edifici. Del petit cos adossat a migdia, cobert amb terrat, en destaca la barana de gelosia que el delimita.
La construcció està arrebossada i pintada.

## Història
Tipològicament l'edificació és del final del segle xix, començament del segle xx. A la façana encara s'hi pot apreciar el rètol «CAFÈ», indicatiu que en altres temps la planta baixa havia funcionat com a cafeteria.